# إنريكي هيريرا
إنريكي هيريرا هو ممثل كوبي، ولد في 5 يوليو 1904 بهافانا في كوبا، وتوفي في 28 ديسمبر 1991 في المكسيك.

## وصلات خارجية
- إنريكي هيريرا على موقع IMDb (الإنجليزية)
- إنريكي هيريرا على موقع قاعدة بيانات الفيلم (الإنجليزية)
- إنريكي هيريرا على موقع كينوبويسك (الروسية)